# Kmeti
Kmeti is een plaats in de gemeente Umag in de Kroatische provincie Istrië. De plaats telt 264 inwoners (2001).